# Чолакова
Чолакова (болг. Чолакова) — село в Болгарии. Находится в Пазарджикской области, входит в общину Велинград. Население составляет 217 человек.

## Политическая ситуация
Чолакова подчиняется непосредственно общине и не имеет своего кмета.
Кмет (мэр) общины Велинград — Иван Георгиев Лебанов (независимый) по результатам выборов в правление общины.